# 舊殖民裔美國人
舊殖民裔美國人（英語：Old Stock Americans）或稱開拓先民（英語：Pioneer Stock）、盎格魯裔美國人（英語：Anglo-Americans），指祖先是首批定居於十三殖民地的美國人，大多數是由17到18世紀移民到英屬美洲的英國後裔。

## 定居殖民地
1700年至1775年，絕大多數的移民族群是不列顛人（約佔75%），其中包括英格蘭人、蘇格蘭人、威爾士人、阿爾斯特蘇格蘭人，他們最初的定居點集中在由伊麗莎白一世、詹姆士六世及一世以及查理一世統治下下維吉尼亞、新英格蘭，以及百慕達。胡格諾派教徒、荷蘭人、瑞典人以及德意志人大多數在1776年前以英國皇家臣民的身分移民於此，但主體族裔仍然是來自於大不列顛島的移民（他們在英格蘭共和國時代和護國公時期便已經受到了共和思潮的影響）。直至1776年，13殖民地的人口已然達到200萬至250萬。

## 19世紀至今
直到20世紀下半葉，舊殖民裔美國人仍然主導著美國的文化及政治。19世紀期間，數以千計的德裔和愛爾蘭裔移民使美國加速工業化，但他們也遭到了主體族裔新教徒和舊殖民裔在禁酒運動的故意反對，後者通常反移民和反天主教。
不論祖籍，只要是說英語的土生美國白人都會被歸類為“盎格魯人”或“本土美國人”（切勿與美洲原住民混淆）。美國定居者成群結隊前往新兼併的領土，包括前法屬路易斯安那、西屬佛羅里達、以及西班牙殖民地（加利福尼亞、德克薩斯、以及新墨西哥和亞利桑那），這些定居者無論他們是土生土長亦或者是歐洲裔，全部都會被劃分為“盎格魯人”。